# Traveling Hopefully
Traveling Hopefully è un documentario del 1982 diretto da John G. Avildsen. Esiste anche una versione corta di 29 minuti che  venne candidata nel 1983 all'Oscar al miglior cortometraggio documentario.